# نونو أفيلينو
نونو أفيلينو هو لاعب كرة قدم برتغالي في مركز حراسة المرمى، ولد في 5 فبراير 1976 في بورتو في البرتغال. شارك مع منتخب البرتغال تحت 16 سنة لكرة القدم ومنتخب البرتغال تحت 17 سنة لكرة القدم ومنتخب البرتغال تحت 18 سنة لكرة القدم ومنتخب البرتغال تحت 20 سنة لكرة القدم. أما مع النوادي، فقد لعب مع نادي بوافيشتا ونادي بيرا مار ونادي تونديلا ونادي فارزيم.

## وصلات خارجية
- نونو أفيلينو على موقع الاتحاد الدولي (مؤرشف)  (الإنجليزية)
- نونو أفيلينو على موقع قاعدة بيانات كرة القدم.إي يو (الإنجليزية)
- نونو أفيلينو على موقع Soccerway.com (الإنجليزية)
- نونو أفيلينو على موقع عالم كرة القدم.نت (الإنجليزية)